# ブラッド・アームストロング (ポルノ俳優)
ブラッド・アームストロング（Brad Armstrong, 1965年9月23日 - ）は、カナダのポルノ俳優、映画監督。オンタリオ州トロント出身。

## 来歴
2009年、XRCO殿堂入り。

## 参加作品
- ファックドラフト（監督）
- WIB ウーマン・イン・ブラック（製作 監督）
- クノイチ・アサシン（監督）
- 秘書課（秘）レポート（脚本 監督 出演）
- 聖プリティ学園（監督 脚本）
- のぞき部屋（監督）
- ショーガール!（監督）
- ボディスピード（脚本 監督）
- ダブルレディ・ミッション（出演）
- あるOLの秘密の夜（出演 監督）
- ボディスピード フルスロットル（監督 脚本）
- 狙われた女（監督 出演 脚本）
- アンドロイド2040（脚本 監督）
- アンドロイド2040 レボリューションズ（脚本 監督 出演）
- ブラッド&セックス（監督）
- 堕天使X（監督 脚本 出演）
- ウーマン・コップ（脚本 監督 出演）
- アンタッチャブル・ウーマン（監督）
- 邪夢猫 SHAMUNEKO（出演）
- 官能天国3/USAハードコア・ヴィーナス（監督）
- 性戦（監督）
- バトル・エンジェル（製作 脚本 監督）
- SEXジャック/乱乳（監督）
- ザ・レースクイーン（監督 脚本）
- エロスピード2（監督）
- ハーレム・ノクターン/獣宴（監督）
- 官能爆弾～Ｕ.Ｓ.けもの妻（出演）
- ディープ・スロート・アイランド（監督）
- 美肉狩り6（監督）
- カーマ・スートラ/性の教科書（監督）
- ツイステッド・デラックス（監督 脚本）
- メスクロージャー（出演）
- 美獣レイプ（監督）